# 雷妮塔·法雷尔
雷妮塔·法雷尔（英語：Renita Farrell，1972年5月30日—），澳大利亚女子曲棍球运动员。她曾代表澳大利亚国家队参加1996年和2000年夏季奥林匹克运动会曲棍球比赛，获得二枚金牌。